# Vasikkasaari (ö i Finland, Mellersta Finland, Jyväskylä, lat 62,20, long 25,47)
Vasikkasaari är en ö i Finland. Den ligger i sjön Kuusjärvi och i kommunen Jyväskylä i den ekonomiska regionen  Jyväskylä ekonomiska region  och landskapet Mellersta Finland, i den södra delen av landet, 230 km norr om huvudstaden Helsingfors. Öns area är 5,2 hektar och dess största längd är 380 meter i sydöst-nordvästlig riktning.